# Klubowy Puchar Europy kobiet w szachach (2019)
2019 – dwudziesty czwarty sezon Klubowego Pucharu Europy kobiet w szachach. Rozgrywki odbyły się w Ulcinju w dniach 10–16 listopada 2019 roku. Tytuł zdobyła gruzińska Nona Batumi.

## Format rozgrywek
Turniej odbywał się systemem szwajcarskim na dystansie siedmiu rund. W przypadku identycznej liczby punktów decydował olimpijski system Sonneborna-Bergera. Przy dalszej równości uwzględniano kolejno: łączną liczbę punktów uzyskanych przez zawodniczki, system Buchholza i pełny system Sonneborna-Bergera.

## Uczestnicy
W nawiasie podano średni ranking Elo. Źródło: Chess-Results.com
- Odlar Yurdu (2383)
- MNE Women Chess (2043)
- AVE Nový Bor (2370)
- Nona Batumi (2457)
- Herzliya Chess Club (1958)
- Rishon LeZion Chess Club (2038)
- Gambit-Aseko Skopje (2222)
- CE Monte-Carlo (2461)
- Jugra (2440)
- SSzOR Petersburg (2335)
- Jelica PEP Goračići (2254)
- ŽŠK Maribor (2245)
- Kyiv Chess Federation (2499)
- Caissa Italia Pentole Agnelli (2440)

## Rozgrywki

### Runda 1
Źródło: Chess-Results.com
10 listopada 2019
| SSzOR Petersburg – Kyiv Chess Federation 1½:2½      |
| CE Monte-Carlo – Jelica PEP Goračići 3:1            |
| ŽŠK Maribor – Nona Batumi 2:2                       |
| Jugra – Gambit-Aseko Skopje 3:1                     |
| MNE Women Chess – Caissa Italia Pentole Agnelli 0:4 |
| Odlar Yurdu – Rishon LeZion Chess Club 4:0          |
| Herzliya Chess Club – AVE Nový Bor 0:4              |

### Runda 2
Źródło: Chess-Results.com
11 listopada 2019
| Caissa Italia Pentole Agnelli – CE Monte-Carlo 1½:2½ |
| Kyiv Chess Federation – Jugra 3:1                    |
| Nona Batumi – Odlar Yurdu 2:2                        |
| AVE Nový Bor – ŽŠK Maribor 3:1                       |
| MNE Women Chess – SSzOR Petersburg 0:4               |
| Jelica PEP Goračići – Rishon LeZion Chess Club 3:1   |
| Gambit-Aseko Skopje – Herzliya Chess Club 4:0        |

### Runda 3
Źródło: Chess-Results.com
12 listopada 2019
| CE Monte-Carlo – Kyiv Chess Federation 2:2                |
| Odlar Yurdu – AVE Nový Bor 2:2                            |
| Jelica PEP Goračići – Caissa Italia Pentole Agnelli 1½:2½ |
| SSzOR Petersburg – Gambit-Aseko Skopje 2:2                |
| Jugra – Nona Batumi 1½:2½                                 |
| ŽŠK Maribor – MNE Women Chess 3:1                         |
| Rishon LeZion Chess Club – Herzliya Chess Club 2½:1½      |

### Runda 4
Źródło: Chess-Results.com
13 listopada 2019
| AVE Nový Bor – CE Monte-Carlo 1:3               |
| Kyiv Chess Federation – Odlar Yurdu 3:1         |
| Nona Batumi – Caissa Italia Pentole Agnelli 3:1 |
| ŽŠK Maribor – SSzOR Petersburg 2½:1½            |
| Gambit-Aseko Skopje – Jelica PEP Goračići 1½:2½ |
| Rishon LeZion Chess Club – Jugra ½:3½           |
| Herzliya Chess Club – MNE Women Chess 2½:1½     |

### Runda 5
Źródło: Chess-Results.com
14 listopada 2019
| CE Monte-Carlo – Nona Batumi 1:3                          |
| AVE Nový Bor – Kyiv Chess Federation 2:2                  |
| Odlar Yurdu – ŽŠK Maribor 3½:½                            |
| Jugra – Jelica PEP Goračići 3:1                           |
| Caissa Italia Pentole Agnelli – Gambit-Aseko Skopje 2½:1½ |
| SSzOR Petersburg – Herzliya Chess Club 3:1                |
| MNE Women Chess – Rishon LeZion Chess Club 1:3            |

### Runda 6
Źródło: Chess-Results.com
15 listopada 2019
| Nona Batumi – Kyiv Chess Federation 3:1         |
| Odlar Yurdu – CE Monte-Carlo 2:2                |
| Jugra – AVE Nový Bor 2½:1½                      |
| Caissa Italia Pentole Agnelli – ŽŠK Maribor 2:2 |
| Rishon LeZion Chess Club – SSzOR Petersburg 0:4 |
| Jelica PEP Goračići – Herzliya Chess Club 4:0   |
| Gambit-Aseko Skopje – MNE Women Chess 3:1       |

### Runda 7
Źródło: Chess-Results.com
10 listopada 2019
| SSzOR Petersburg – Nona Batumi 2:2                        |
| CE Monte-Carlo – Jugra 2½:1½                              |
| Kyiv Chess Federation – Caissa Italia Pentole Agnelli 3:1 |
| Jelica PEP Goračići – Odlar Yurdu 1:3                     |
| Herzliya Chess Club – ŽŠK Maribor ½:3½                    |
| MNE Women Chess – AVE Nový Bor 0:4                        |
| Gambit-Aseko Skopje – Rishon LeZion Chess Club 2:2        |

## Klasyfikacja
Źródło: Chess-Results.com
| Msc | Zespół                        | M | W | R | P | Pkt |
| --- | ----------------------------- | - | - | - | - | --- |
| 1   | Nona Batumi                   | 7 | 4 | 3 | 0 | 11  |
| 2   | Kyiv Chess Federation         | 7 | 4 | 2 | 1 | 10  |
| 3   | CE Monte-Carlo                | 7 | 4 | 2 | 1 | 10  |
| 4   | Odlar Yurdu                   | 7 | 3 | 3 | 1 | 9   |
| 5   | Jugra                         | 7 | 4 | 0 | 3 | 8   |
| 6   | AVE Nový Bor                  | 7 | 3 | 2 | 2 | 8   |
| 7   | SSzOR Petersburg              | 7 | 3 | 2 | 2 | 8   |
| 8   | ŽŠK Maribor                   | 7 | 3 | 2 | 2 | 8   |
| 9   | Caissa Italia Pentole Agnelli | 7 | 3 | 1 | 3 | 7   |
| 10  | Jelica PEP Goračići           | 7 | 3 | 0 | 4 | 6   |
| 11  | Gambit-Aseko Skopje           | 7 | 2 | 2 | 3 | 6   |
| 12  | Rishon LeZion Chess Club      | 7 | 2 | 1 | 4 | 5   |
| 13  | Herzliya Chess Club           | 7 | 1 | 0 | 6 | 2   |
| 14  | MNE Women Chess               | 7 | 0 | 0 | 7 | 0   |